# Károly Frenreisz
Károly Frenreisz (ur. 8 listopada 1946 roku w Budapeszcie) – węgierski muzyk.

## Życiorys
Frenreisz urodził się w 1946 roku. Uczył się grać na fortepianie, klarnecie, saksofonie i gitarze basowej. W 1963 roku rozpoczął karierę muzyczną, dołączając do zespołu Benkó Dixieland Band, współpracował także z Györgyem Vukánem. W roku 1965 dołączył do zespołu Metro. Zespół ten opuścił w roku 1971, zostając współzałożycielem Locomotiv GT, gdzie grał na gitarze basowej, a także śpiewał. Locomotiv GT opuścił na wiosnę 1973 roku, twierdząc, iż "nie ma do tego serca". W tym samym roku współnagrał album Hadd mondjam el, firmowany przez Saroltę Zalatnay, która również opuściła Locomotiv GT. Również w 1973 roku zdecydował się wraz z Antalem Gáborem Szűcsem, Gyulą Pappem oraz Gáborem Fekete założyć grupę Skorpió, w której występował do 1993 roku.

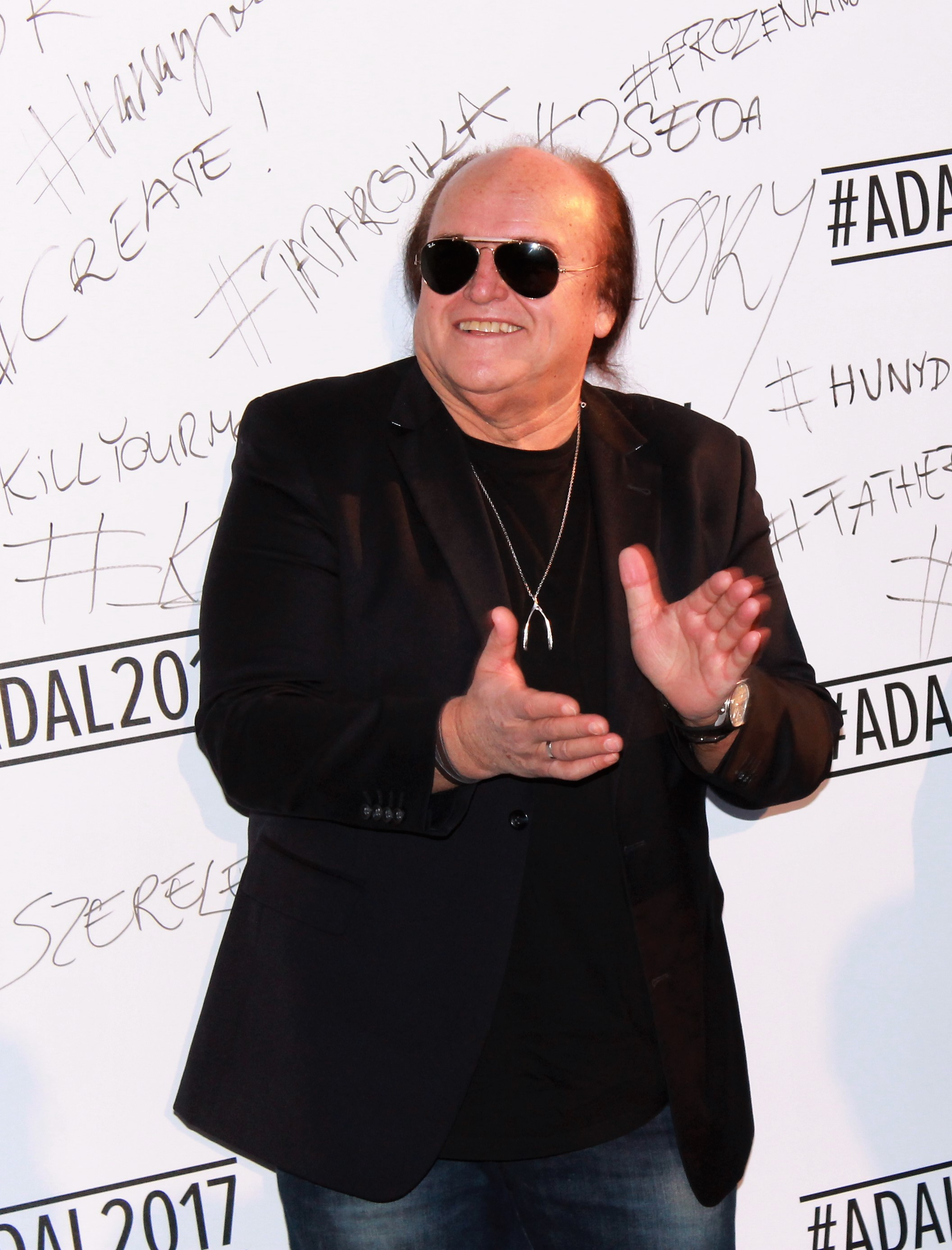
Károly Frenreisz, 2016

## Twórczość

### Albumy

#### Metro
- Metro (1969)
- Egy este a Metro Klubban… (1970)
- Metro koncert (1992)
- A Metro együttes összes felvétele (1992)
- Gyémánt és arany (2000)

#### Locomotiv GT
- Locomotiv GT (1971)
- Ringasd el magad (1972)
- Búcsúkoncert (1992)

#### Skorpió
- A rohanás (1974)
- Ünnepnap (1976)
- Kelj fel! (1977)
- Gyere velem! (1978)
- The Run (1978)
- Új! Skorpió (1980)
- Zene tíz húrra és egy dobosra (1981)
- Aranyalbum 1973-1983 (1983)
- Azt beszéli már az egész város (1985)
- A show megy tovább (1993)
- Skorpió ’73-’93 (1993)

### Filmy
Frenreisz napisał muzykę do następujących węgierskich filmów:
- Szép lányok, ne sírjatok (1970)
- Lányarcok tükörben (1972)
- A kenguru (1975)
- A kard (1976)
- Csak semmi pánik (1982)
- Az elvarázsolt dollár (1986)

## Powiązani muzycy
- Tamás Barta (Locomotiv GT)
- Győző Brunner (Metro)
- Gábor Fekete (Skorpió)
- János Fogarasi (Metro)
- József Laux (Locomotiv GT)
- Gábor Németh (Skorpió)
- Géza Pálvölgyi (Skorpió)
- Gyula Papp (Skorpió)
- Tamás Papp (Skorpió)
- Gábor Presser (Locomotiv GT)
- Ottó Schöck (Metro)
- Dusán Sztevanovity (Metro)
- Zorán Sztevanovity (Metro)
- Antal Gábor Szűcs (Skorpió)
- Tibor Tátrai (Skorpió)